# Église Saint-Jean-Baptiste de Villacerf
L'église Saint-Jean-Baptiste est une église située à Villacerf, en France.
Elle conserve des éléments de construction des XIIe et XVIe siècles.

## Localisation
L'église est située sur la commune de Villacerf, dans le département français de l'Aube, en région Champagne.

## Historique
Sous le vocable de Jean le Baptiste, elle est de la fin du XIIe siècle. Elle a été remaniée au XVIe siècle, avec l'ajout de deux travées de chaque côté qui forment le transept et deux chapelles latérales.
C'était une cure du Grand-doyenné de Troyes et à la collation du prieur de Saint-Sépulcre de Villacerf depuis 1114.[réf. nécessaire]
En 1791, tentant d'épargner à la sépulture les saccages de la Terreur, les vestiges du saint et autres objets du culte sont transférés de l'église du prieuré du Saint-Sépulcre à l'église paroissiale - ce qui ne sauve pas les reliques de la profanation : elles sont jetées pêle-mêle dans le caveau de l'église. En 1802 le caveau est muré pour garantir les reliques contre de nouveaux abus et, sur l'ouverture, est érigé un monument à la mémoire de saint Adérald. L'abbé E. Defer le décrit ainsi en 1865 : « Sur un piédestal carré se dresse un cierge très-élevé, orné d'une couronne, pour représenter les vertus sacerdotales, par lesquelles le saint a été pendant sa vie l'appui, le soutien et l'édification du diocèse. L'inscription porte sur le piédestal carré :
A
SAINT ADÉRALD
BIENFAITEUR
ET
PROTECTEUR
DE CES LIEUX.
Sur un écusson attaché à la colonne, on lit :
SOUS CET AUTEL
SONT HONORÉES
LES RELIQUES
DE S. ADÉRALD.
Au-dessus de la couronne qui traverse le cierge ardent :
SAINT ADÉRALD,
PRIEZ POUR NOUS, ».

## Description
Depuis l'ajout des deux travées au XVIe siècle, elle a un plan de croix latine. Elle a une abside en cul-de-four voûtée. Le clocher, carré et d'un seul étage, est au-dessus de la première travée formant transept ; il a huit fenêtres.

Dessins par Charles Fichot
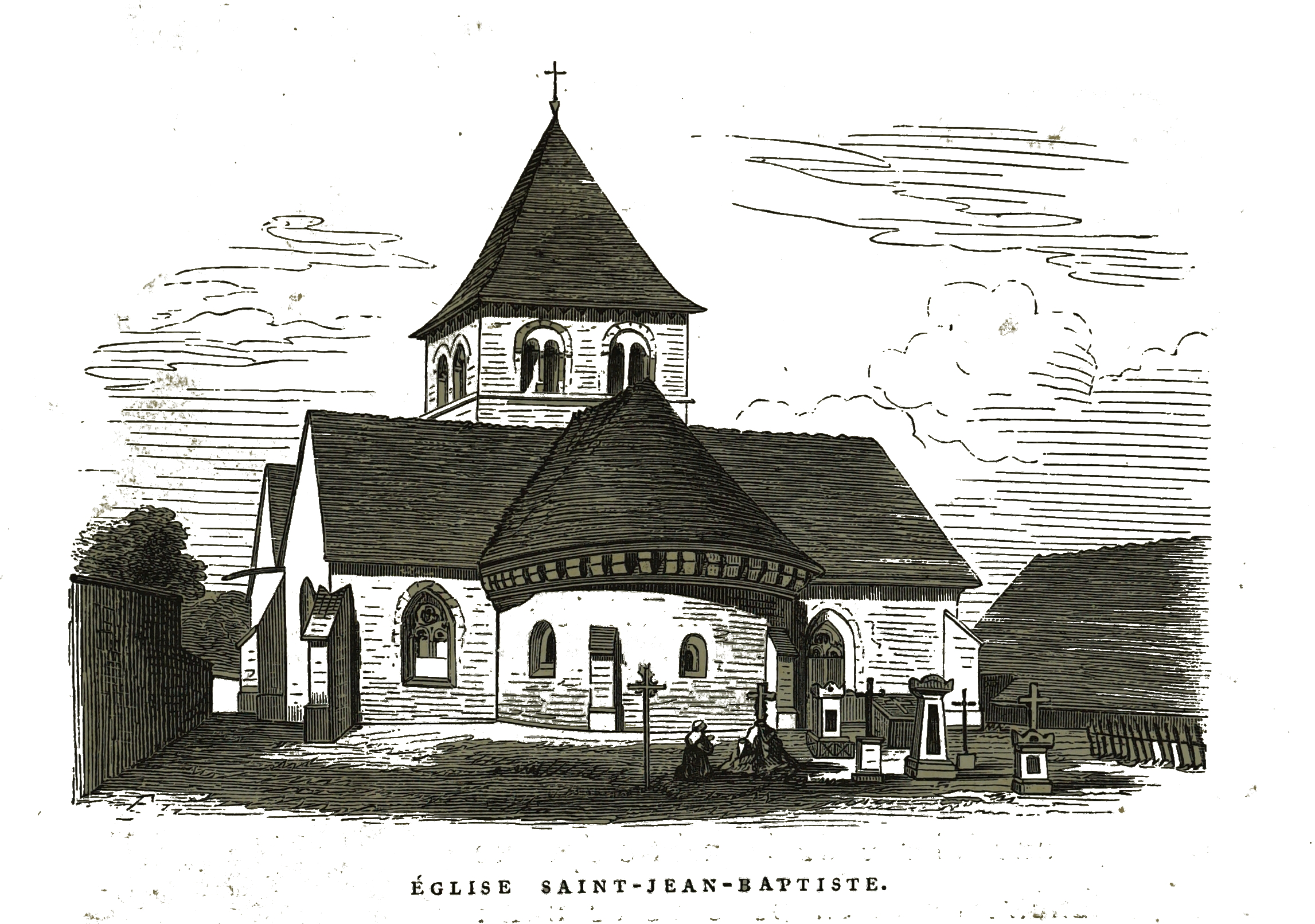
Église[2].
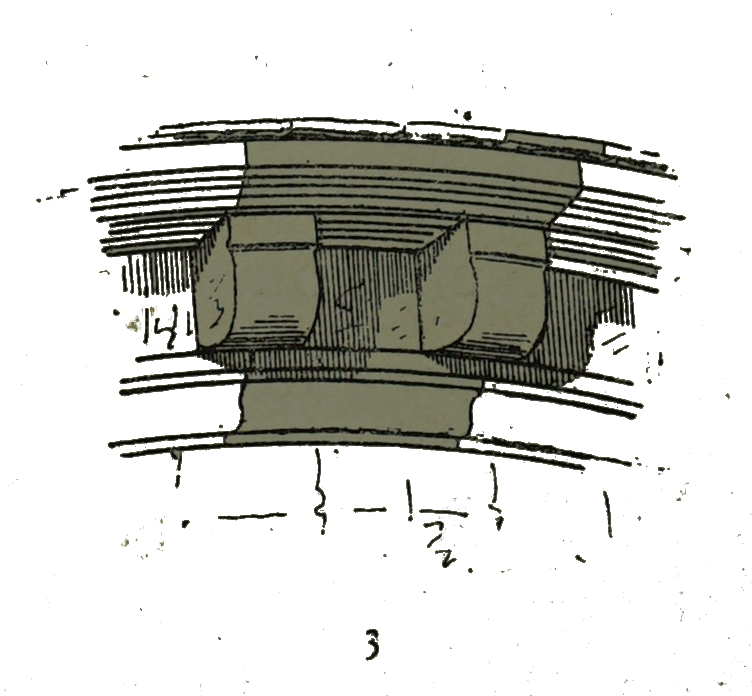
Détail de corbeaux extérieurs[5].

### Mobilier

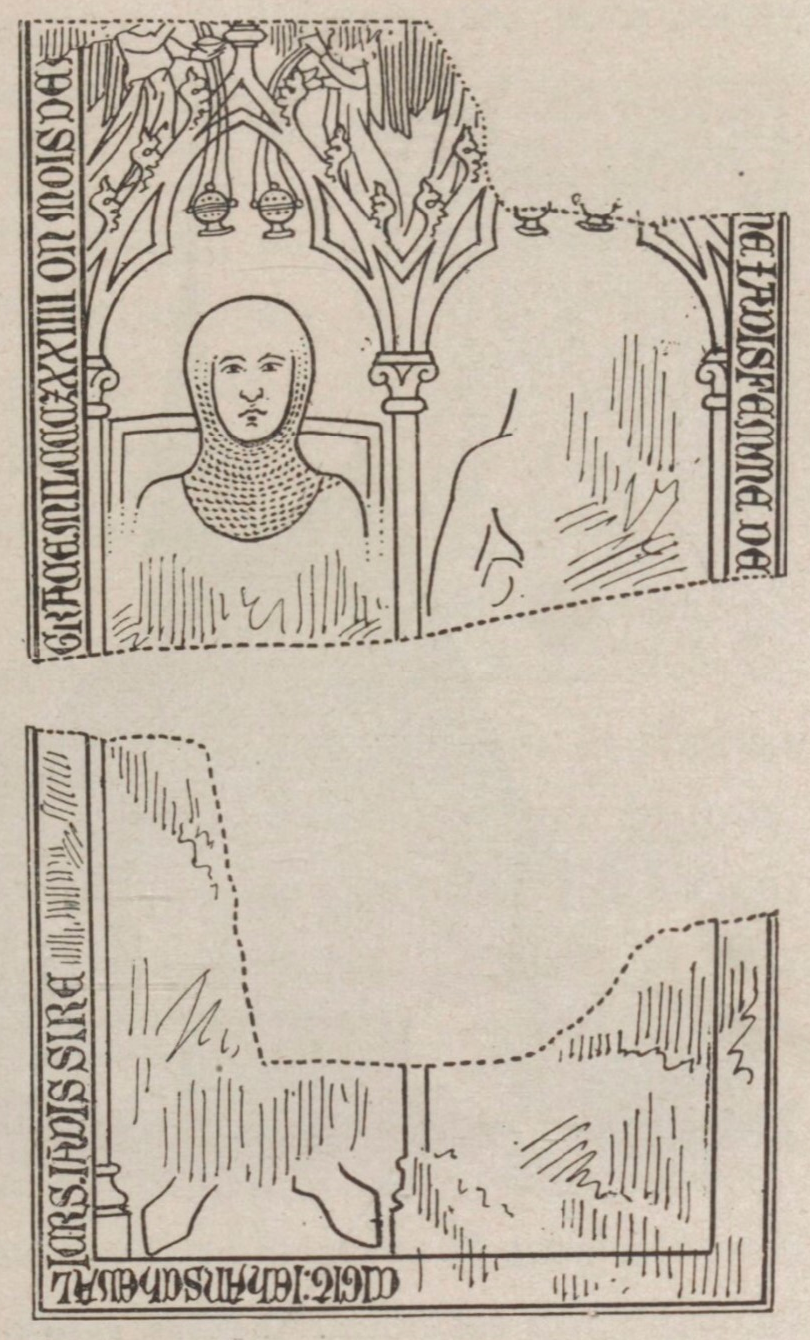
Dalle funéraire de Jean de Villacerf († 1324),.

Elle avait la dalle funéraire de Jean de Villacerf († 1324) et de sa femme ; cette dalle se trouve maintement au Musée Saint-Loup.
Un mur était orné d'une peinture monumentale, malheureusement recouverte d'une peinture à la chaux.
Parmi le mobilier classé se trouvent plusieurs statues du XVIe siècle : un saint Jean-Baptiste en calcaire polychrome, une Vierge de Pitié en calcaire avec des traces de polychromie, ⁹une sainte Barbe en calcaire polychrome (deuxième moitié du XVIe siècle), un saint évêque en bois de chêne polychrome.
Les fonts baptismaux octogonaux en calcaire taillé sont de la même époque. 
L'église possède aussi quelques vitraux du XVIe siècle.
Le XVIIe siècle a laissé une sculpture de Christ en croix en bois polychrome, un bénitier en marbre blanc et la chaire à prêcher en chêne peint.
Le retable du maître-autel et son tabernacle bois sculpté, déménagé dans le transept nord, date du XVIIIe siècle ; il porte un tableau (huile sur toile) également du XVIIIe siècle : une Vierge à l'Enfant avec sainte Élisabeth, saint Jean-Baptiste.

## Protection
L'édifice est inscrit au titre des monuments historiques depuis 1986.